# David Steen
David Steen (Memphis, 26 giugno 1954) è un attore e scrittore statunitense.

## Biografia
Steen è noto per aver interpretato il ruolo di Mr. Stonecipher nel film di Quentin Tarantino, Django Unchained. Steen ha recitato accanto a Beth Di Grant, Dale Dickey, e premio oscar, Octavia Spencer nel Shores Del Festival di drammatico, Blues for WIlledean. Il film, un adattamento di Shore è le prove tribolazione di una casalinga trailer trash ha raccolto il plauso della critica durante le esecuzione teatrali a New York e Los Angeles. Steen dà una performance agghiacciante come il marito violento, JD Winkler. 
Steen co-scritto e prodotto e interpretato il film indipendente The Man Corndog che in anteprima al Sundance Film Festival. 
Steen ha avuto anche un ruolo regolare serie di GW in serie cavo acclamata dalla critica di Shore, Sordid Lives. 
Steen ha iniziato la sua carriera di attore a Los Angeles con ruoli di rilievo nel film Uomini e Topi e nel classico di Quentin Tarantino Le iene.
Come scrittore, Steen ha guadagnato l'attenzione del mondo del teatro con la sua prima commedia, Un dono dal cielo. La produzione ha aperto con scalpore e ha vinto la Scelta di un critico del Los Angeles Times e altri riconoscimenti tra cui undici dramma Premi-Logue. Ancora una volta Steen ha visto il successo come drammaturgo con il suo prossimo spettacolo teatrale, viale A. La produzione ha afferrato e la selezione un'altra Los Angeles Times delle critica e aperto al sud-out a Los Angeles, New York e Chicago. Steen ha anche ricevuto il premio Ted Schmitt per il Best New PLAY e il performance award in evidenza per la sua interpretazione suo personaggio Larry. Steen è stato selezionato per il Los Angeles Times' caratteristica annuale Faces To Watch, mettendo in evidenzia le opere di pochi eletti di Los Angeles' artisti emergenti di intrattenimento. Samuel French Publishing ha pubblicato da allora sia di sceneggiature premiate Steen. Steen ha creato il JD in hit Shores' giocare Le prove e tribolazioni di un Trailer Trash casalinga per il quale ha vinto un premio LA Weekley per il miglior attore non protagonista e un premio Ovation per Acting Ensemble. David Steen continua il suo lavoro come attore e scrittore, dividendo il suo tempo tra Los Angeles e Palm Springs. Steen è sposato con l'attrice, Bobbie Eakes.